# Barbara Eden
Barbara Eden (nacida como Barbara Jean Morehead; Tucson, Arizona, 23 de agosto de 1934) es una actriz y cantante estadounidense. A lo largo de sus más de 70 años de carrera artística, actuó en cine, teatro y televisión. 
Llegó a la fama en la década de 1960, cuando interpretó a la ingenua y dulce genio Jeannie en la serie Mi bella genio (1965-1970). Por su trabajo en dicha comedia fue nominada a los premios Emmy y Globo de Oro. Posteriormente a la famosa serie televisiva, sus apariciones en televisión incluyeron ser protagonista en películas y también el ser comentarista de desfiles.

## Biografía

### Primeros años y comienzos profesionales
Barbara Jean Morehead nació el 23 de agosto de 1934 en Tucson. Su padre fue Hubert Henry Morehead  y su madre Alice Mary (nacida Franklin) . Se divorciaron cuando ella tenía tres años de edad. Poco después del divorcio, Alice Franklin se casó con Harrison Connor Huffman, un operador telefónico. Junto a Huffman, Alice Franklin y Barbara se trasladaron de Tucson a San Francisco, donde terminó el bachillerato en el Abraham Lincoln High School en el verano de 1949.
Durante su niñez, integró el coro de una iglesia. Alentada por su familia, estudió actuación en el Elizabeth Holloway School of Theater y recibió clases de canto en el San Francisco Conservatory of Music. A los 14 años, fue requerida por diversos clubes nocturnos y cafeterías como cantante. Asimismo se inscribió en varios concursos de belleza y fue elegida "Miss San Francisco" en 1951.
Su carrera en las pantallas comenzó en 1956, con papeles sin figurar en los créditos en las películas Back from Eternity, Will Success Spoil Rock Hunter? y A Private's Affair. Su debut en la televisión llegó en noviembre del mismo año, cuando se presentó como invitada en la serie de drama West Point. Entre 1957 y 1959, protagonizó junto a Merry Anders y Lori Nelson la comedia de situación How to Marry a Millionaire, que no tuvo ninguna repercusión. Luego realizó más apariciones como invitada en programas como The Johnny Carson Show, I Love Lucy, Crossroads, Perry Mason y Gunsmoke.
En sus comienzos actorales acompañó a figuras de Hollywood como Elvis Presley, Frankie Avalon, Tony Randall y Shelley Fabares. En 1960, obtuvo su primer papel protagonista en un largometraje, en el western Flaming Star, dirigido por Don Siegel. Su carrera cinematográfica es irregular, pero llegó a participar en dos decenas películas, entre ellas The Wonderful World of the Brothers Grimm, Swingin' Along y The Yellow Canary.

### Consagración artística

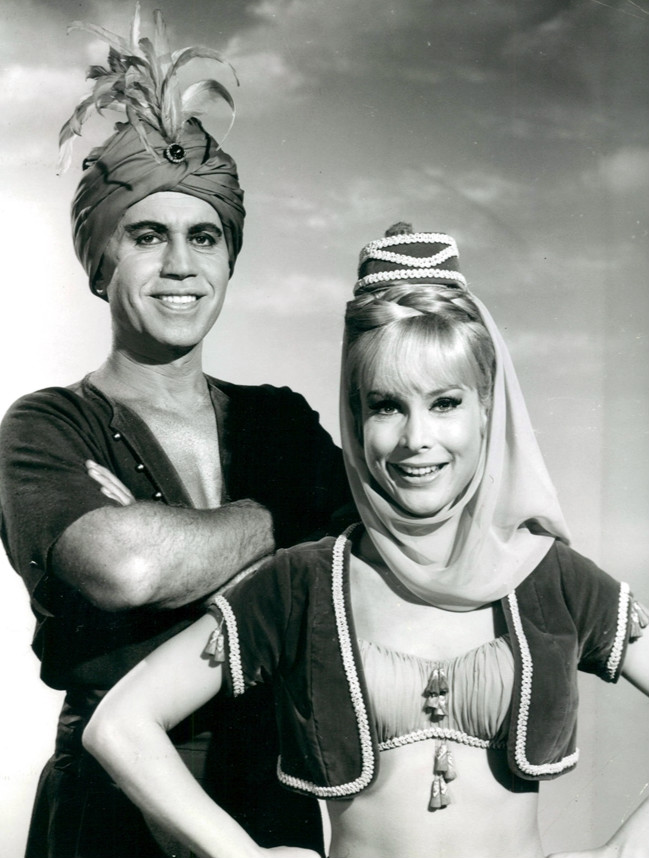
Barbara Eden como Jeannie junto a Michael Ansara como el Djinn Azul (1967).

Eden protagonizó la serie I Dream of Jeannie, emitida por la cadena NBC. Aquí encarnó a Jeannie, una genio que vivía dentro de una botella hasta que fue liberada por el astronauta Anthony Nelson, interpretado por Larry Hagman. Si bien los productores buscaban a una morena para el papel principal, para diferenciarse de la serie Hechizada que tenía como protagonista a una actriz rubia, el creador de la sitcom, Sidney Sheldon, quedó tan fascinado con la personalidad de Barbara que la contrató pese a ser rubia. I Dream of Jeannie se emitió desde 1965 a 1970; tuvo un moderado éxito de audiencia y su protagonista fue nominada en dos oportunidades para los Globos de Oro como mejor actriz de comedia.
La primera temporada de la misma se filmó en blanco y negro, y Eden grabó los primeros episodios de esta estando embarazada.
Pasados unos años, regresó al papel que la hizo famosa en todo el mundo cuando participó en varias películas para televisión que recrearon la historia de Jeannie, mostrando algunos cambios en la vida de la genio y de Tony Nelson. Tal es el caso de I Dream of Jeannie: 15 Years Later (1985) y I Still Dream of Jeannie (1991). También apareció personificada como Jeannie en comerciales televisivos para AT&T y Lexus.
Después que finalizó I Dream of Jeannie, Barbara continuó apareciendo en programas especiales como Telly...Who Loves Ya Baby? con Telly Savalas y The Best Of Everything, junto a Hal Linden y Dorothy Loudon. En 1978, protagonizó la película Harper Valley PTA, basada en la popular canción de música country del mismo título. Después, se realizó la adaptación televisiva de la película bajo el mismo nombre, donde Eden interpretó el mismo personaje, Stella Johnson. La serie Harper Valley PTA fue rebautizada como Harper Valley el 16 de enero de 1981. El último capítulo de la serie se emitió el 14 de agosto de 1982.
En 1987 apareció en el especial de televisión The Great American Quiz Show junto Tony Randall, Isabel Sanford, Marc Price y John Davidson. Dos años después, protagonizó el telefilme Brand New Life. En 1990 participó en la serie Dallas, donde encarnó a la millonoria Lee Ann De La Vega y se reencontró con su antiguo coprotagonista de la comedia I Dream of Jeannie, Larry Hagman.
En 1991 protagonizó el telefilme I Still Dream of Jeannie, al lado de Christopher Bolton, Bill Daily, Al Waxman y Peter Breck, en el papel que la lanzó a la fama.
Más tarde, en 1993, formó parte de la obra teatral Last Of The Red Hot Lovers, con la que realizó una gira por Estados Unidos.

### Últimos trabajos
En 1999, acrecentó su popularidad con la comedia musical Gentlemen Prefer Blondes, donde interpretó a Lorelei Lee, personaje que en la película homónima de 1953 fue representado por Marilyn Monroe. Entre 2000 y 2004, tuvo un papel principal en la obra de teatro The Odd Couple... The Female Version, con Rita MacKenzie, en una gira por Estados Unidos. Cabe añadirse que en esos años fue galardonada con un premio TV Land por su desempeño en Mi bella genio.
De sus últimas actuaciones se destacan sus participaciones como una abuela jovial y graciosa en los programas Sabrina, the Teenage Witch, donde hizo el papel de la matriarca de la familia de brujos, y George Lopez, los cuales alcanzaron altos niveles de audiencia. En 2003, después de siete años sin actividad cinematográfica, cumplió una labor secundaria en Loco Love, comedia romántica dirigida por Bryan Lewis. En el mismo año realizó un breve papel no acreditado en la película protagonizada por Julia Stiles, Carolina.
Durante todo el mes de marzo de 2006, se presentó en la Academia Militar de los Estados Unidos en Nueva York con la obra Love Letters acompañada por Larry Hagman. Para promocionar el espectáculo aparecieron juntos en varios ciclos de TV, entre ellos Good Morning America, Access Hollywood y Entertainment Tonight.

«Puedo decir honestamente que hemos perdido no sólo un gran actor, no sólo un icono de la televisión, sino un elemento de la cultura americana pura. Aún recuerdo el primer día con él en Zuma Beach (donde se grabó el primer episodio de Mi bella genio). Desde ese día, durante cinco años más, Larry fue el centro de tantos momentos divertidos, locos, impresionantes… en retrospectiva, momentos memorables que quedarán para siempre en mi corazón.»
Barbara Eden hablando de la muerte de Larry Hagman.

En 2009, protagonizó la película para televisión de la cadena Hallmark Always and Forever, donde interpretó el personaje de Mary Anderson. Tiempo después, en 2011 publicó un libro titulado Jeannie out of the bottle, donde relató su trayectoria y su vida personal.

## Filmografía
| Cine y televisión | Cine y televisión                                              | Cine y televisión      | Cine y televisión |
| Año               | Título                                                         | Personaje              | Observaciones |
| ----------------- | -------------------------------------------------------------- | ---------------------- | --- |
| 1957              | I Love Lucy                                                    | Diana Jordan           | - Episodio:"Country Club Dance" |
| 1957-59           | How to Marry a Millionaire                                     | Loco Jones             | Comedia de situación |
| 1960              | Flaming Star                                                   | Rosylin Pierce         | Película dirigida por Don Siegel |
| 1961              | Voyage to the Bottom of the Sea                                | Lt. Cathy Connors      | Película dirigida por Irwin Allen |
| 1964              | 7 Faces of Dr. Lao                                             | Angela Benedict        | Película dirigida por George Pal |
| 1965-1970         | I Dream of Jeannie                                             | Jeannie                | Serie de TV creada por Sidney Sheldon - Nominada al Globo de Oro - Nominada al Premio Emmy                                                         |
| 1971              | The Feminist and the Fuzz                                      | Jane Bowers            | |
| 1971              | A Howling in the Woods                                         | Liza Crocker           | |
| 1972              | The Woman Hunter                                               | Dina Hunter            | |
| 1973              | The Barbara Eden Show                                          | Barbara Norris         | Dirigida por Jerry Davis |
| 1981-82           | Harper Valley P.T.A.                                           | Stella Johnson         | |
| 1984              | Woman of the Year                                              | Tess Harding           | |
| 1985              | I Dream of Jeannie: 15 Years Later                             | Jeannie / Jeannie II   | Dirigida por William Asher |
| 1989-90           | A Brand New Life                                               | Barbara McCray Gibbons | |
| 1990-1991         | Dallas                                                         | Lee Ann De La Vega     | - Episodio:"Designing Women" - Episodio:"'S' Is for Seduction" - Episodio:"Lock, Stock and Jock" - Episodio:"Sail On" - Episodio:"The Odessa File" |
| 1991              | I Still Dream of Jeannie                                       | Jeannie                | Dirigida por Joseph L. Scanlan |
| 2002-03           | Sabrina, the Teenage Witch                                     | Irma                   | - Episodio:"A Birthday Witch" - Episodio:"The Arrangement" - Episodio:"A Fish Tale"                                                                |
| 2007              | George Lopez                                                   | Ruth                   | - Episodio:"George Is Maid to Be Ruth-Less" |
| 2007              | Army Wives                                                     | Victoria Grayson       | - Episodio:"Truth and Consequences" |
| 2009              | Always and Forever                                             | Mary Anderson          | |
| 2020-2022         | Master Dearest, from the Diaries of Jeannie (Serie en Youtube) | Jennie                 | Dirigida por Patterson Lundquist |